# اجینگارا
اجینگارا (به لاتین: Ajingara) یک منطقهٔ مسکونی در نپال است که در Lumbini Zone واقع شده‌است.

## خصوصیات
اجینگارا ۳٬۶۴۶ نفر جمعیت دارد.